# NGC 6882
NGC 6882 (również NGC 6885 lub OCL 152) – gromada otwarta znajdująca się w gwiazdozbiorze Liska. Jest położona w odległości ok. 1,9 tys. lat świetlnych od Słońca.
Została odkryta 9 września 1784 roku przez Williama Herschela. Prawdopodobnie obserwował on ją też następnej nocy, lecz obliczona pozycja różniła się od tej z pierwszej obserwacji, toteż skatalogował gromadę po raz drugi jako nowo odkryty obiekt. John Dreyer w swoim New General Catalogue skatalogował obie obserwacje Herschela jako NGC 6885 (wcześniejsza) i NGC 6882. Część źródeł (np. baza SIMBAD, Catalog of Optically Visible Open Clusters and Candidates) podaje, że NGC 6882 to inna, sąsiednia gromada otwarta, znajdująca się około 20 minut bardziej na północ.